# Ćmielówi figurák
A ćmielówi figurák (lengyelül Figurki ćmielowskie) üreges, dekorált szobrocskák, melyeket az 1950-1960-as évek fordulójától készítettek Lengyelországban. A figurák a desztalinizációra reflektáló New Look stílusban készültek porcelánból – vagy az ennél gyengébb minőségű ún. „porcelitből” – öntési technikával.
A figurákat a varsói Ipari Formatervezési Intézetben (Instytut Wzornictwa Przemysłowego, IWP) alkalmazott iparművészek tervezték, és különféle lengyel kerámiagyárakban gyártották, mígnem 1964-ben szinte valamennyinek a gyártása a Ćmielówi Porcelángyárhoz került.
A világszerte ismertté lett ćmielówi figurák jelentős szerepet játszottak a korszak iparművészetében, hasonlóan a 18. századi nymphenburgi és meisseni, vagy a modern koppenhágai porcelánfigurákhoz.

## Történelmi háttér
Az 1950-es években Henryk Jędrasiak vezetésével négytagú művészcsoportot hoztak létre az IWP-ben. A csoport további tagjai Mirosław Naruszewicz, Hanna Orthwein és Lubomir Tomaszewski, a Varsói Képzőművészeti Akadémia fiatal diplomásai voltak. Feladatuk új kollekció kidolgozása volt porcelánszobrocskákból és modern dísztárgyakból. A konkrét tervezőmunkát 1955-ben kezdték meg. Előtte kutatással, kísérletezéssel foglalkoztak, mert a hagyományos üreges szobrászati módszereket nem alkalmazhatták, és mert Naruszewiczen kívül a többi művész korábban nem dolgozott porcelánnal, így nekik az anyag karakterét is meg kellett ismerniük.
Az első munka Jędrasiak Akt – Lovacska mint Vénusz (Akt – Końska Wenus) című műve volt, mely 1956 nyarán készült el. A figurát a régebbi művészeti stílusoknak megfelelő részletes kidolgozottság és díszes talapzat jellemezte. A csoport későbbi munkái azonban – Jędrasiak Szarvas (Jeleń) és Naruszewicz Vaddisznó (Dzik) c. alkotásai – egyre inkább láthatóvá tették az új irányzat elképzeléseit: az ábrázolás egyszerűsödött, az alakok művészi szintetizálás eredményeként új körvonalat nyertek, egyes jellemző részek hangsúlyosabbá, a tárgyak egésze pedig szabálytalanná vált.
A termelést a Bogucice, Chodzież, Ćmielów, Jaworzyna Śląska, Tułowice és Walbrzych városokban működő porcelángyárak végezték. Bár a gyártást elvben a művészek felügyelték, ám a gyakorlatban ez ritkán érvényesült. Így fordulhatott elő, hogy időnként a mintákat a gyártás helyi körülményeihez igazították, melynek következtében a különböző üzemekben készült ugyanazon figurák eltérőek lettek. Orthwein Bagoly (Sowa) c. munkájánál például másmilyen a madár karma attól függően, hogy a szobrocska Ćmielówban vagy Jaworzyna Śląskaban készült. 1964-ben szinte minden figura gyártása a Ćmielówi Porcelángyárhoz került. A tułowice-i gyár azonban nem mondott le a gyártás jogáról, a bogucice-i pedig nem adta át a nála őrzött gyártási dokumentációkat.
A figurák már az 1956-os Poznańi Nemzetközi Vásáron (Międzynarodowe Targi Poznańskie) sikert arattak. 1964-ig számos lengyel és külföldi kiállításon és vásáron szerepeltek. Ilyen volt a lipcsei, a chicagói és a New York-i vásár, a II. Moszkvai Lengyel Ipari Kiállítás 1959-ben, valamint a berlini Lengyel Üveg- és Kerámiakiállítás. Az angol „The Studio” magazin ugyancsak bemutatott jó néhány művet a formatervezés legjobb művészi példáinak szentelt éves különkiadásaiban. 1959-ben Naruszewicz Vaddisznó (Dzik) és Pajzsos cankó (Batalion), 1960-ban Orthwein Gibbon és Tomaszewski Tyúk (Kura), 1961-ben Jędrasiak Galambok (Gołębie) és Gazella (Gazela), végül 1962-ben Tomaszewski Afrikai bivaly (Bawół afrykański) címet viselő szobrairól készült beszámoló a lapban.
A porcelánfigurák 1965-re széles körben keresett árucikkekké váltak, az újabbak tervezése mégis leállt az IWP-ben. Az 1970-es évek végén a ćmielówiak megpróbálták újraindítani a gyártást, de ellenállásba ütköztek, és az 1990-es évekig nem tettek újabb kísérletet erre. 1991-ben a Ćmielówi Porcelángyár csődbe ment, a figurák gyártását végül az új tulajdonos kezdte meg újra.

## Leírás
A ćmielówi figurák a New Look stílusnak nevezett irányzatot képviselték, mely a desztalinizáció, a politikai olvadás folyamatára kívánt reflektálni a maga biomorf vonalaival, aszimmetriájával és absztrakt mintáival. A művészek – elhagyva a zavaró részleteket – az ábrázolt témát jelentősen egyszerűsítették, ugyanakkor a téma lényegét leginkább tükröző elemeket hangsúlyosabbá tették és kiemelték. A művészi alkotás kiindulópontja a természet gondos megfigyelése és a bemutatott téma alapos ismerete volt. A szobrocskák letisztultsága és azsúrjai Henry Moore munkáira emlékeztettek, ahogy például Jędrasiak Ülő lány (Dziewczyna siedząca) és főképp Tomaszewski Hölgy tükörrel (Dama z lustrem) c. alkotásainál látható. A művek legtöbbször statikus módon ábrázolták a témát, de ritkán a mozgás is fontos szerepet kapott, mint Naruszewicz Mexikói lovas (Jeździec meksykański) c. munkájánál.
A témák legtöbbje az élővilággal, ezen belül az állatokkal volt kapcsolatos. A haszon-, házi, vad- és egzotikus állatok sora mellett néhány őskori lényt is megmintáztak a tervezők, mint amilyen Jędrasiaktól a Brontosaurus és Ichthyosaurus (Brontozaurus i Ichtiozaurus), vagy Tomaszewskitől a Mamut. A kollekcióban jellemző módon sok a madár, viszont csak néhány szobor ábrázol emberi alakot.
A figurák legtöbbje csupán egy méretben volt kapható. Kivétel volt az Orthwein alkotta Pingvin (Pingwin), amit háromféle méretben gyártottak, valamint Tomaszewski Csók (Pocałunek) c. kompozíciója kétféle méretben. Néhány munka több figurából állt, mint a Galambok (Gołąbki) Jędrasiak-tól. Más alkotásokat ellenben úgy terveztek, hogy több részből kellett volna összeállítani őket. Ezek végül nem kerültek gyártásba, és csak a mintadarabjuk maradt fenn.
A nippek végső formájának meghatározó eleme a festés volt. A máz színezése mellett különféle festési, festékszórásos technikákat is alkalmaztak. Ezáltal gyakran olyan realista elemeket sikerült felidézni a figurákon, mint a madártoll vagy az állati szőr – jó példa Naruszewicz Szürke gém (Czapła) c. alkotása –, vagy épp ellenkezőleg, valami olyat, ami tovább erősítette a szobor absztrakt jellegét. Noha sokszor használtak erős és érzékletes színeket – mint Tomaszewski Arab nő (Arabka) sorozatánál –, leginkább a szürkét és a fehér-fekete kontrasztját alkalmazták, ami az egzisztencializmus esztétikáját idézi. Az is előfordult – Tomaszewski Énekesnője (Śpiewaczka) a jellemző példa –, hogy egy figurát többféle színben is megfestettek, ami aztán megváltoztatta annak egész karakterét.
A festés és a figurák tervezésében időnként más művészek is részt vettek.

## Fordítás
- Ez a szócikk részben vagy egészben a Figurki ćmielowskie című lengyel Wikipédia-szócikk ezen változatának fordításán alapul.  Az eredeti cikk szerkesztőit annak laptörténete sorolja fel. Ez a jelzés csupán a megfogalmazás eredetét és a szerzői jogokat jelzi, nem szolgál a cikkben szereplő információk forrásmegjelöléseként.